# 飛田就一
飛田 就一（ひだ しゅういち、1929年5月27日 - 2002年3月26日）は、日本の哲学研究者。
中国大連生まれ。1962年立命館大学大学院文学研究科修士課程修了。63年立命館大学経済学部講師、69年助教授、74年教授、94年定年退任、名誉教授。

## 編著
- 『知性の探究』編著 法律文化社 1979
- 『論理学を学ぶ人のために』編 世界思想社 1979
- 『哲学の問題と展開 哲学入門』針生清人共編 富士書店 1987
- 『国際摩擦と国際理解 3 国際化と異文化理解』筧文生共編 法律文化社 1990
- 『哲学基本事典 哲学入門』里見軍之共編 富士書店 1992

### 翻訳
- フストウス・ハルトナック『ヴィトゲンシュタインと現代哲学』法律文化社 1970
- H.シュタルケ編 K.O.アーペル 他『言語と認識』共訳 法律文化社 1980
- F.アラン・ハンソン『文化の意味 異文化理解の問題』野村博共監訳 法律文化社 1980
- L.チャイカ『現代論理学の基礎 経済学での応用例』木戸正幸共訳 富士書店 1983
- H.ヘンドリヒス『知のシステム 哲学と科学の対話を求めて』世界思想社 1983
- J.シュペック編『大哲学者の根本問題 [7] (現代 3)』監訳 富士書店 1984
- ヴィクトル・クラフト『ウィーン学団 論理実証主義の起源』里見軍之共監訳 富士書店 1990
- ユストゥス・ハートナック『人権・正義・国家』木戸正幸,小林茂共訳 富士書店 1990
- ヤン・P.ベックマン編『医の倫理課題』監修 富士書店 人間・生命・環境 2002
- ベルンハルト・イルガング『医の倫理』河村克俊共監訳 昭和堂 2003
- ウド・ベンツェンヘーファー編『医療倫理の挑戦』監修 谷田信一,河村克俊,後藤弘志共訳 富士書店 人間・生命・環境 2005

## 論文
- <飛田就一